# اولی جانسون
اولی جانسون (انگلیسی: Oli Johnson؛ زادهٔ ۶ نوامبر ۱۹۸۷) بازیکن فوتبال اهل بریتانیا است.
از باشگاه‌هایی که در آن بازی کرده‌است می‌توان به باشگاه فوتبال گایزلی، باشگاه فوتبال نوریچ سیتی، باشگاه فوتبال یئوویل تاون، باشگاه فوتبال آکسفورد یونایتد، باشگاه فوتبال استوک‌پورت کانتی، و باشگاه فوتبال یورک سیتی اشاره کرد.